# منتصلة ملتهمة الكولين
منتصلة ملتهمة الكولين (بالإنجليزية: Achromobacter cholinophagum)‏ هي نوع من البكتيريا، سلبية الغرام، تتبع المنتصلة.